# Академический русский театр драмы имени Георгия Константинова
Академический русский театр драмы имени Георгия Константинова — государственное автономное учреждение культуры Республики Марий Эл.

## История
Русский театр работает в городе Йошкар-Ола с 1919 года. Вначале это была отдельная труппа при марийском театре, созданная на основании постановления Казанского губернского исполкома. Сезон 1937 года русскоязычная труппа открыла уже самостоятельно — спектаклем «Платон Кречет» по пьесе А. Корнейчука.
В разное время в театре работали режиссёры В. Славин, Б. Володарский, заслуженный артист РСФСР М. Веснин, заслуженный деятель искусств Республики Марий Эл Б. Веркау, народный артист России М. Салес и другие.
Целой эпохой в жизни театра стало время работы на посту главного режиссёра Г. В. Константинова (1964—1994 гг.). Деятельность этого человека занимает одно из центральных мест в истории театра. Георгий Викторович пришёл, когда коллектив переживал нелёгкие времена. Но ему удалось сплотить людей, сформировать дружный коллектив творческих единомышленников и мобилизовать его на следование единой цели. Из самых ярких его работ в Йошкар-Олинском театре можно отметить спектакли «Царь Фёдор Иоаннович» А.Толстого, «Совесть» Д. Павловой, «Отелло» В. Шекспира, «Гнездо глухаря» В. Розова, «Мещане» М. Горького, «Бешеные деньги» А. Островского и другие.
В 1993 году театр во главе с Константиновым явился инициатором создания Международной ассоциации русских театров (МАРТ) со штаб-квартирой в Йошкар-Оле, а её президентом стал народный артист СССР Ю. М. Соломин. Под эгидой МАРТ с 1993 по 2000 годы в столице Марий Эл прошло 4 Международных фестиваля русских театров республик России и стран зарубежья. В 2008 году эта традиция возродилась — свои лучшие спектакли показали в Йошкар-Оле драматические театры городов Чебоксары, Бугульма, Ижевск, Элиста, Петрозаводск, Ульяновск и Акмолинский областной русский театр драмы из Казахстана. И сейчас фестиваль стал ежегодным.
30 сентября 1994 года театру было присвоено имя Георгия Викторовича Константинова, а 1 марта 1996 года — звание «Академический».
Академический русский театр драмы имени Г. Константинова является частью многонациональной культуры республики Марий Эл и знакомит зрителя с лучшими образцами русской и зарубежной, классической и современной драматургии. На его сцене рождались и жили такие спектакли как «Без вины виноватые» А. Островского (режиссёр Г. Крыжицкий, художник А. Месенев), «Вишнёвый сад» (режиссёр Г. Крыжицкий, художник А. Месенев) и «Дядя Ваня» Чехова (режиссёр И. Бабенко, художник А. Соломатин), «Коварство и любовь» Ф. Шиллера (режиссёр Н. Зверковская, художник А. Алмазов), «Саркофаг» Е. Губарева (режиссёр, заслуженный артист РСФСР М. Веснин, художник Г. Эллинский), «Собака на сене» Л. де Вега (режиссёр заслуженный артист РСФСР П. Репьёв, художник А. Чудаков), «Укрощение строптивой» по мотивам пьесы У. Шекспира (режиссёр народный артист России М. Салес, заслуженный художник РМЭ Л. Тирацуян) и другие. Театр обращается и к пьесам марийских национальных драматургов. С большим успехом шли спектакли «Ксения» А. Волкова (режиссёр М. Толчинский, художник М. Дубков) и «Чёрный волк» Н. Арбана (режиссёр М. Толчинский, художник А. Соломатин).
И сегодня театр занимает видное место в культурной жизни республики. Актуальное прочтение классики и современной драматургии сочетается в постановках с высокой театральной культурой. Это нашло выражение в таких спектаклях, как «Игроки» Н. Гоголя (режиссура и сценография Ю.Ильин), «SQUAT, или ПАРИЖСКАЯ КОММУНА» Ж.-М. Шевре (режиссёр — И. Черкашин, художник — В. Королёв), «На всякого мудреца довольно простоты» А.Островского (режиссёр — Д. Кожевников, художник — Е. Руах), «Инишмаан int.» М. МакДонаха (режиссёр — Л. Чигин, художник — Л. Тирацуян) и др.
В труппе театра работают как прославленные мастера (заслуженные артисты РФ Н. Сулейманова, Ю. Синьковский, заслуженные артисты РМЭ Е. Москаленко, Г. Закирова, Ю. Синьковская, Д. Закиров, заслуженная артистка РК Л. Мансурова), так и талантливая молодёжь (артисты Н. Белобородова, Н. Ложкина, Я. Ефремов и др.).
Руководство театром осуществляют директор театра — Андреев Валерий Иванович и художественный руководитель — заслуженный деятель искусств Республики Марий Эл и Республики Калмыкия Константинов Владислав Георгиевич.
Художественное оформление спектаклей поражает зрителя своим размахом и достоверностью, а создаётся оно мастерами цехов театра: костюмерного (М. Цыганова), декоративного (С. Горбунов, Т. Ульянова), поделочного (Ю. Колесников), парикмахерского (И. Иванова) и других.
В 1985 году театр переехал в только что отстроенное здание, где и работает по сегодняшний день.

## Труппа театра
В труппе театра на 2023 год работают:
- засл. арт РФ Н. Сулейманова
- засл. арт РФ Ю. Синьковский
- засл. арт. РМЭ Е. Москаленко
- засл. арт. РК Л. Мансурова
- засл. арт. РМЭ Г. Закирова
- засл. арт. РМЭ Ю. Синьковская
- засл. арт. РМЭ Д. Закиров
- Артисты: А. Баринов, Н. Белобородова, Д. Воронцов, З. Демчук, Е. Ефремова, Я. Ефремов, Д. Желудков, М. Иванов,  Н. Ложкина, И. Немцев, Н. Мусина, Т. Милютина, С. Матюшкин, К. Немиро, А. Новосёлова, И. Петров, М. Созонова, И. Новосёлов, Ж. Калашникова-Тимченко, Е. Паршкова, Е. Сорокин, А. Типикин, Д. Сафиуллин, Е. Шишмакова, Д. Шишмаков

## Репертуар театра
- 1937—1938 — «Без вины виноватые» А. Островского, режиссёр Г. Крыжицкий
- 1937—1938 — «Коварство и любовь» Ф. Шиллера, режиссёр В. Арский
- 1937—1938 — «Последние» М. Горького, режиссёр Д. Касьянов
- «Любовь Яровая» К. Тренёва, режиссёр В. Славин
- «Маскарад» М. Лермонтова, режиссёр В. Славин
- «Таня» А. Арбузова, режиссёр Б. Володарский
- «Оптимистическая трагедия» В. Вишневского, режиссёр Б. Володарский
- «Вишнёвый сад» А. Чехова, режиссёр Г. Крыжицкий
- «Отелло» В. Шекспира, режиссёр Б. Володарский
- «Горе от ума» А. Грибоедова
- «Сёстры» Ю. Германа
- «Нашествие» Л. Леонова
- «Забавный случай» К. Гольдони
- «Раскинулось море широко» В. Вишневского
- «Лес» А. Островского
- 1946 — «Кремлёвские куранты» Н. Погодина
- 1946 — «Бесприданница» А. Островского
- «За тех, кто в море» Б. Лавренёва
- «Русский вопрос» К. Симонова
- «Дети Ванюшина» С. Найдёнова
- «Калиновая роща» А. Корнейчука
- «Без вины виноватые» А. Островского
- «Не все коту масленица» А. Островского
- «Таланты и поклонники» А. Островского
- «Поздняя любовь» А. Островского
- «Недоросль» Д. Фонвизина
- «Дядя Ваня» А. Чехова
- «Мачеха» О. Бальзака
- «Коварство и любовь» Ф. Шиллера
- «Лекарь поневоле» Ж.-Б. Мольера
- «Двенадцатая ночь» В. Шекспира
- «Ксения» А. Волкова, режиссёр М. Толчинский
- «Чёрный волк» Н. Арбана, режиссёр М. Толчинский
- 1964 — «Совесть» Д. Павловой, режиссёр Георгий Константинов
- «Все мои сыновья» А. Миллера, режиссёр Георгий Константинов
- 1965 — «Барабанщица» А. Салынского, режиссёр Георгий Константинов
- 1966 — «Щит и меч» В. Кожевникова и В. Токарева
- «Отелло» В. Шекспира, режиссёр Георгий Константинов
- «Царь Фёдор Иоаннович» А. Толстого, режиссёр Георгий Константинов
- «Чрезвычайный посол» А. и П. Тур, режиссёр Георгий Константинов
- «Наказание без преступления» А. Софронова, режиссёр Георгий Константинов
- «Наследство» А. Софронова, режиссёр Н. Лузгинов
- «Эдит Пиаф» по пьесе «На балу удачи» Л. Сухаревской, Е. Якушкиной, режиссёр Г. Барышев
- «Гнездо глухаря» В. Розова, режиссёр Георгий Константинов
- «Дикий Ангел» А. Н. Коломийца, режиссёр Б. Веркау
- «Саркофаг» Е. Губарева, режиссёр М. Веснин
- «Торможение в небесах» Р. Солнцева
- «Мещане» М. Горького, режиссёр Г.Константинов
- 1972 — «Нора» Генрика Ибсена, режиссёр Георгий Константинов
- 1975 — «Нашествие» Л. Леонова
- 1977 — «Мятеж» Б. Лавренёва
- 1980 — «13-й председатель» А. Абдуллина, режиссёр Георгий Константинов
- 1982 — «Рядовые» А. Дударева
- 1985 — «Эффект Редькина» А. Козловского, режиссёр Георгий Константинов
- 1988 — «Звёзды на утреннем небе» А. Галина, режиссёр Георгий Константинов
- 1988 — «Начало» А. Крупнякова и Г. Константинова
- «Бешеные деньги» А. Островского, режиссёр Г.Константинов
- 1993 — «На бойком месте» А.Островского, режиссёр В.Константинов
- 1994 — «Миллиард за улыбку» А.Софронова, режиссёр Г.Константинов
- «Собака на сене» Лопе де Вега, режиссёр П. Репьёв
- «Слуга двух господ» К. Гольдони, режиссёр Н. Лузгинов
- «Большая волна» С. Николаева
- «Комиссары» С. Николаева
- «Последний решительный» А. Крупнякова
- «Меч Онара» М. Рыбакова
- «Волшебные гусли» М. Рыбакова
- «Легенда лесного края» М. Рыбакова
- «Марш Акпарса» А. Крупнякова и Г. Константинова
- «Дамы и гусары» А. Фредро, режиссёр В. Г. Константинов
- «Корсиканка» И. Губач, режиссёр В. Г. Константинов
- «До третьих петухов» В. М. Шукшин, режиссёр В. Г. Константинов
- «Самоубийца» Н. Эрдман, режиссёр В. Г. Константинов
- «Доходное место» А. Островского, режиссёр М. Салес
- «Пусть она будет счастлива» Н. Птушкиной, режиссёр Б. Веркау, Л. Тирацуян
- «Цианистый калий… с молоком или без?» Х. Мильян, режиссёр М. Салес
- 2002 — «Моя профессия — синьор из общества» Д. Скарниччи, Р. Тарабузи, режиссёр М. Салес
- 2002 — «К нам едет… ревизор?» по мотивам пьесы «Ревизор» Н. Гоголя, режиссёр М. Салес
- 2002 — «Укрощение строптивой» по мотивам пьесы У. Шекспира, режиссёр М. Салес
- 2003 — «Деревья умирают стоя» А. Касоны
- 2003 — «Идиот» Ф. Достоевского, режиссёр М. Салес
- 2003 — «Мужчина для женщин» М. Эме, режиссёр М. А. Салес
- 2003 — «Утешитель вдов» Д. Маротто и Б. Рандоне, режиссёр М. А. Салес
- 2004 — «Не верь глазам своим» Ж. Ж. Брикер и М. Ласег, режиссёр М. А. Салес
- 2004 — «Любовь под вязами» Ю. О`Нила
- 2004 — «Всё в саду» Э. Олби, режиссёр М. А. Салес
- 2004 — «№ 13» Р. Куни, режиссёр М. А. Салес
- «Ах, как бы нам пришить старушку» Д. Патрик, режиссёр М. Салес
- 2005 — «Аккомпаниатор» А. Галина, режиссёр Ю. Ильин
- 2005 — «Игроки» Н. Гоголя, режиссёр Ю. Ильин
- «Дуэль для любящих сердец» М. Борисова, режиссёр Ю. Ильин
- «Изобретательная влюблённая» Лопе де Вега, режиссёр Ю. Ильин
- 2006 — «Это была не пятая, а девятая» А. Николаи, режиссёр Ю. Ильин
- 2007 — «Осенняя история» А. Николаи, режиссёр Ю. Ильин
- 2007 — «Снежная королева» Е. Шварца, режиссёр Ю. Ильин
- 2007 — «Тартюф» Ж.-Б. Мольера, режиссёр Ю. Ильин
- 2007 — «Конёк-горбунок» П. Ершова, режиссёр Ю. Ильин
- «Два ангела, четыре человека» В. Шендеровича, режиссёр Ю. Ильин
- «Белоснежка и семь гномов» Ю. Табакова, режиссёр Ю. Ильин
- «Приходи и уводи!» Н. Птушкиной, режиссёр Ю. Ильин
- «Люти» А. Дударева, режиссёр Ю. Ильин
- «Маленькие трагедии» А. Пушкина, режиссёр Ю. Ильин
- «Весёлый Роджер» Д. Салимзянова, режиссёр А. Тарасов
- «Играем в дружную семью» М. Камолетти, режиссёр Леонид Чигин
- «Squat, или Парижская коммуна» Жан-Мари Шевре, режиссёр И. Черкашин
- «Инишмаан int.» М. МакДонаха, режиссёр Леонид Чигин
- «Муж моей жены» М. Гаврана, режиссёр Леонид Чигин
- «Солдатики» В. Жеребцова, режиссёр Александр Сучков
- «На дне» М. Горького, режиссёр В. Портнов
- «ДеВИШНИк» Л. Каннингем, режиссёр Леонид Чигин
- «Клинический случай» Р. Куни, режиссёр Ю. Синьковский
- «Ромео, Джульетта и другие» У. Шекспира, режиссёр Леонид Чигин
- «Дама-невидимка» П.Кальдерона, режиссёр А. Лапиков
- «Чайка XXI века» Б. Акунина, режиссёр Леонид Чигин
- «Особо любящий таксист» Р. Куни, режиссёр засл. арт. РФ Р. Фазлеев
- «Морозко», режиссёр А . Тарасов
- «На всякого мудреца довольно простоты» А. Н. Островского, режиссёр Д. Кожевников
- 2012 — «Точка зрения» Василия Шукшина, режиссёр Г. А. Лифанов
- «Серебряное копытце» П. Бажова, режиссёр А. Тарасов
- 2013 — «В маленькой усадьбе» С. И. Виткевич, режиссёр Л. Зайкаускас
- 2014 — «Примадонны» К. Людвиг, режиссёр И. И. Немцев
- 2014 — «Шум за сценой» М. Фрейн, режиссёр И. И. Немцев
- «Финист-ясный сокол», режиссёр И. Немцев
- 2015 — «Лодочник» А. Яблонской, режиссёр А. Ярлыков
- «Не покидай меня» А. Дударева, режиссёр И. Немцев
- «Злоумышленники» А. Чехова, режиссёр Д. Королёв